# KTM 크로스보우

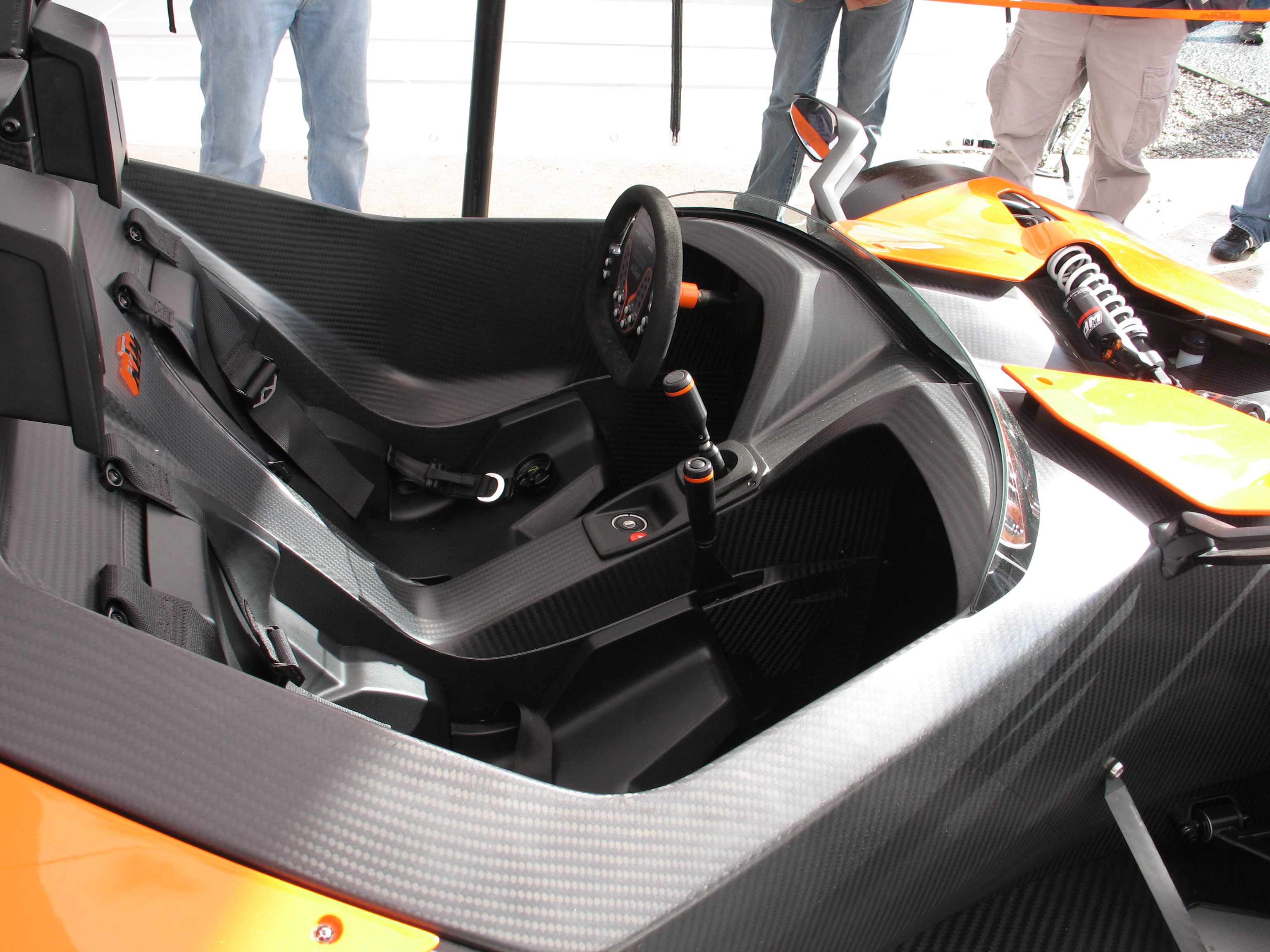
크로스보우의 조종석

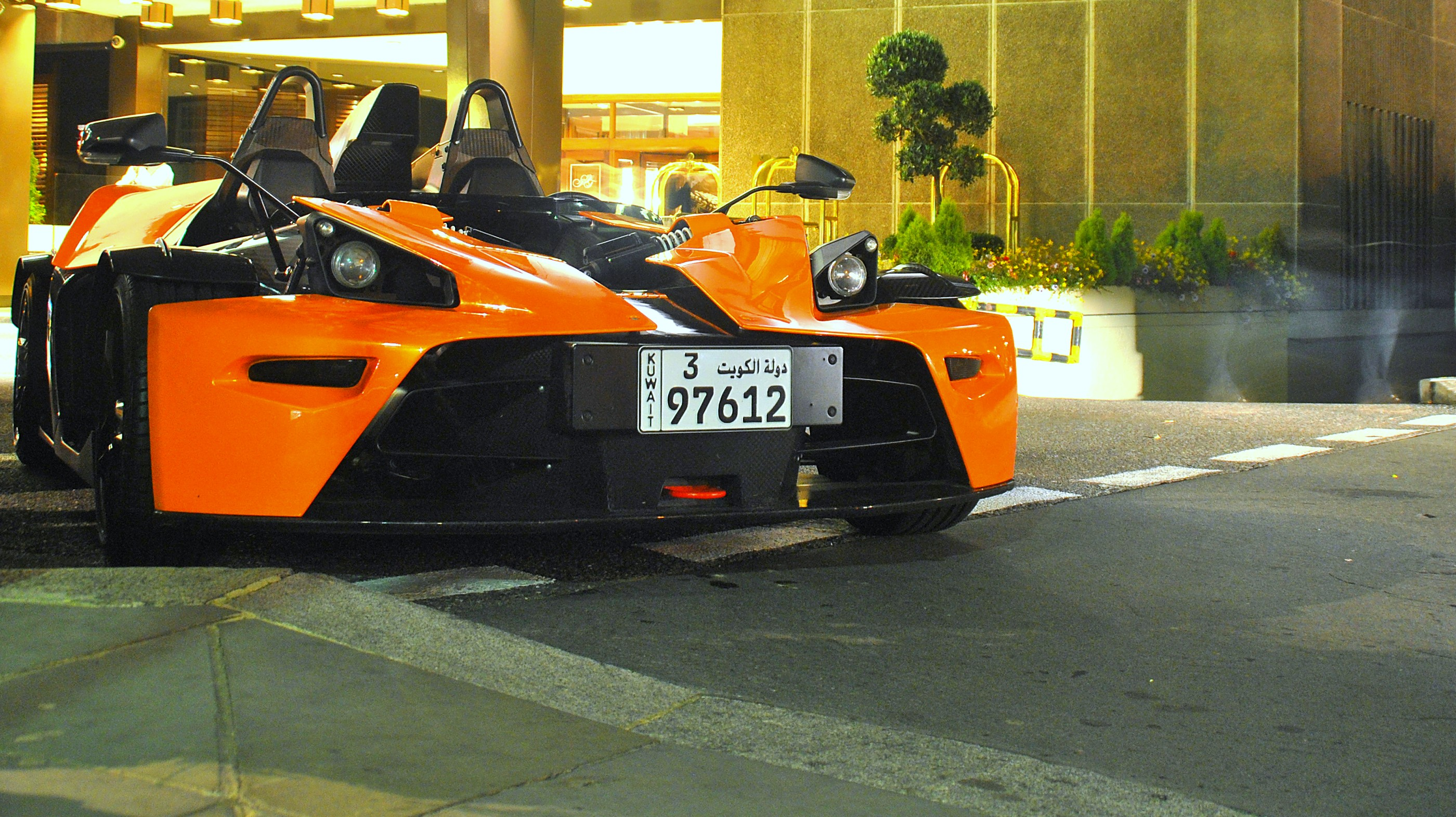
런던에서 촬영된 KTM 크로스보우

KTM 크로스보우(영어: KTM X-Bow)는 KTM에서 2008년부터 생산 중인 레이스 카이다.

## 사양
KTM은 Kiska Design, 아우디 및 달라라와 공동으로 크로스보우를 개발했다. 크로스보우는 터보차저 4기통 2.0리터 아우디 엔진을 사용한다. 2008년형은 5,500rpm에서 237 hp (177 kW; 240 PS) 및 2,000~5,500rpm 사이에서 310 뉴턴 미터 (230 lb·ft)의 토크를 생성하고, 0~62mph(100km/)에서 가속할 수 있다.
2011년형 모델에서 아우디 엔진은 3,300rpm에서 300 hp (224 kW; 304 PS) 및 400 N·m (295 lbf·ft)의 토크를 생성하도록 추가 조정되었다.
원래 KTM은 연간 500대를 생산할 계획이었다. 그러나 회사는 높은 수요로 인해 연간 1,000대까지 생산을 늘리고 Graz 근처에 새로운 공장을 건설했다.

## 같이 보기
- 아리엘 아톰
- 폴라리스 슬링샷

### 참고 자료
- Pathmanathan, Thillainathan "Path" (2019). 《KTM X-Bow》. Dorchester, Dorset, UK: Veloce Publishing. ISBN 9781787114333.